# 다목적 전투기

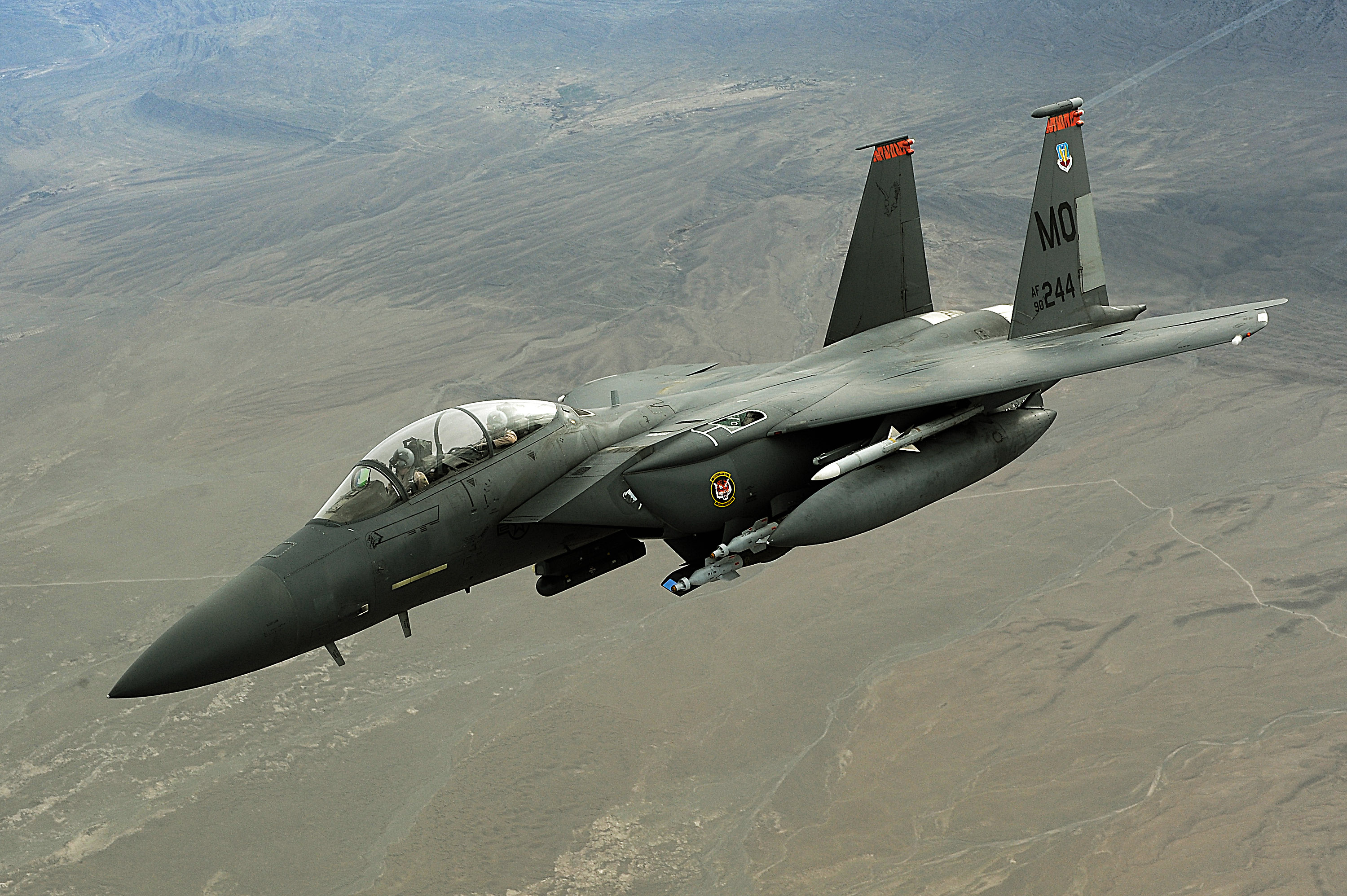
F-15E

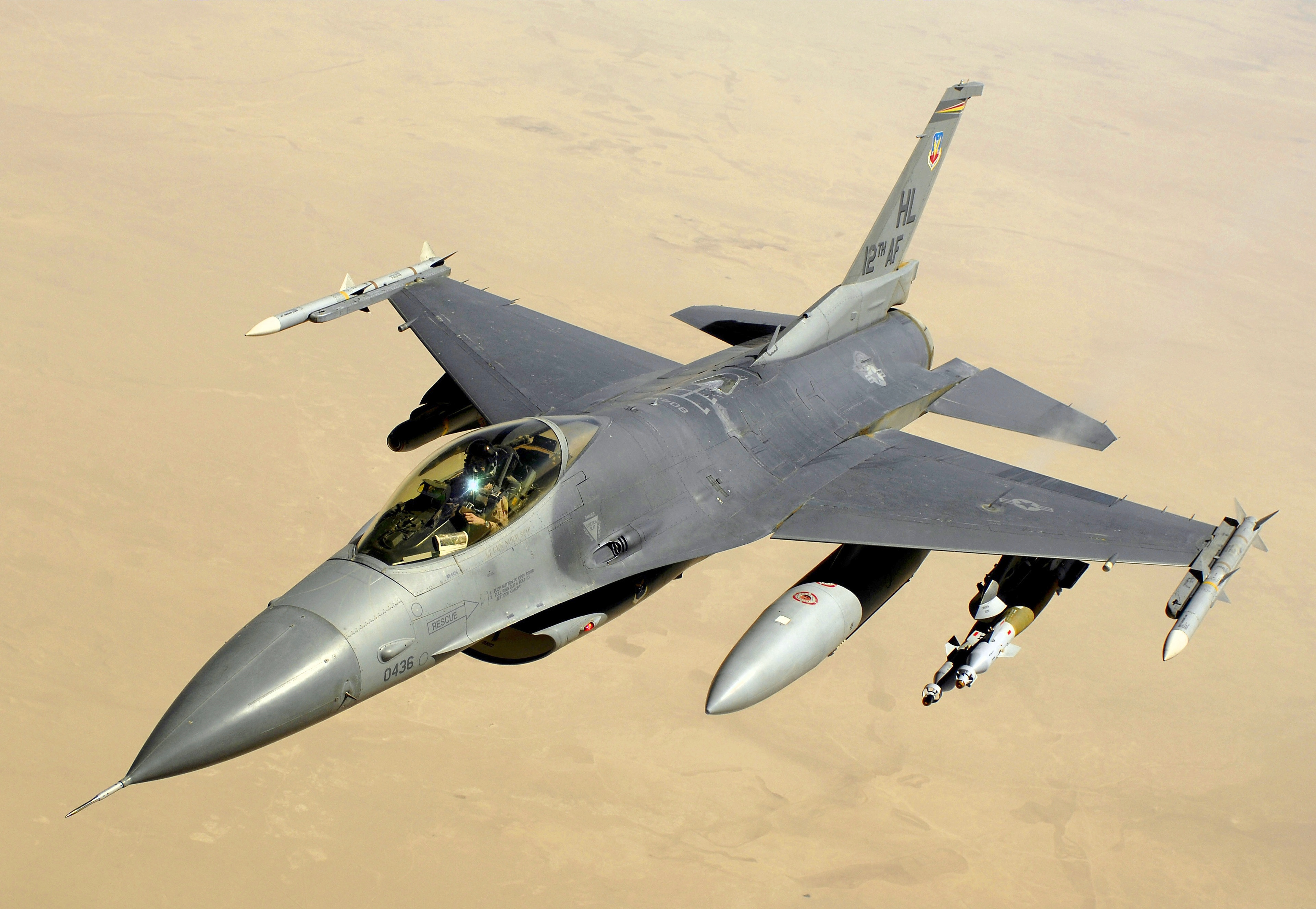
F-16

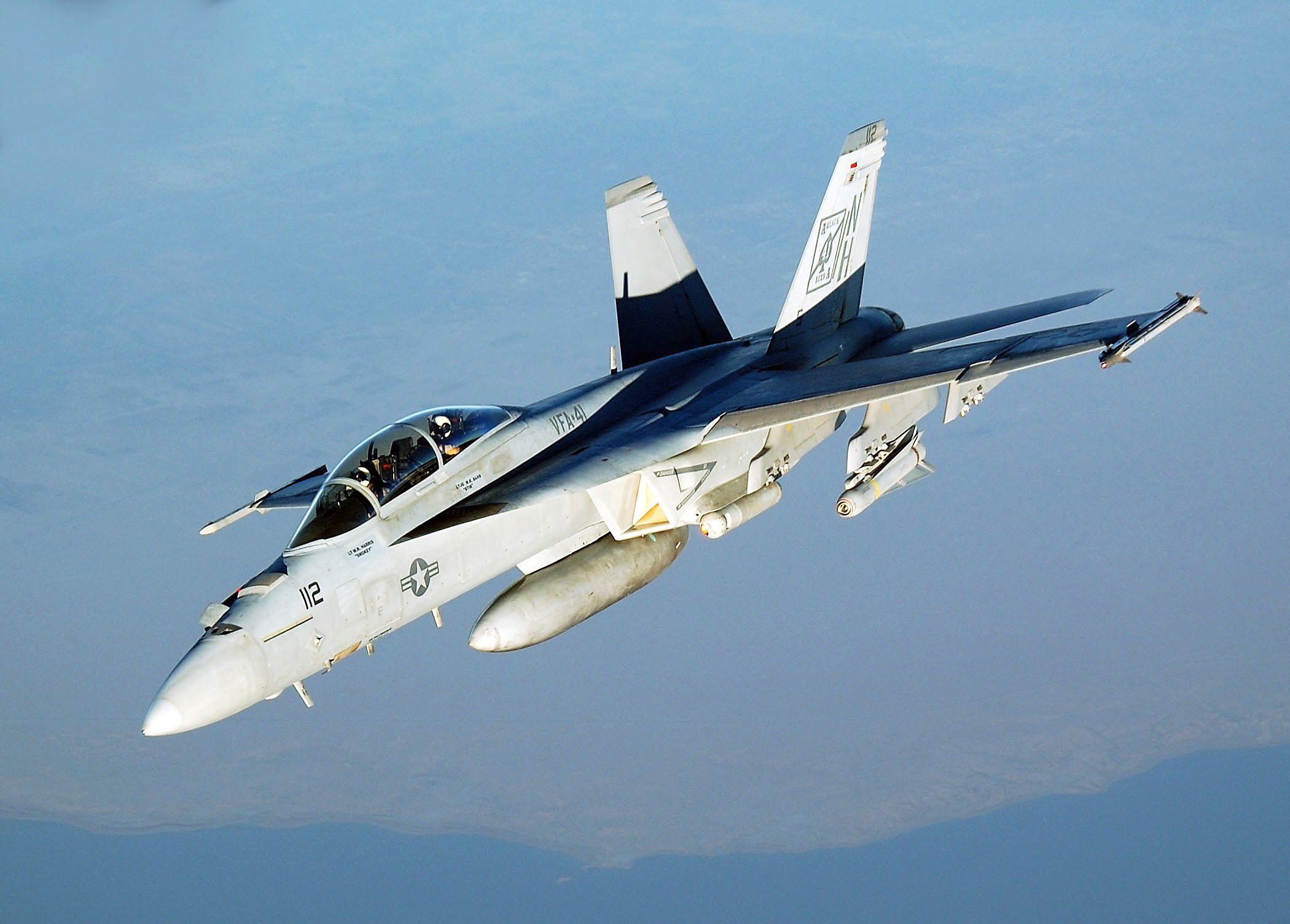
F/A-18F

다목적 전투기(Multirole combat aircraft; MRCA)는 전장에서 공중전 임무, 지상공격 임무, 정찰 임무등 다양한 역할을 수행할 수 있는 전투기를 부르는 용어이다. 다목적 전투기는 전폭기, 정찰기, 전자전기, 혹은 방공망 제압 용도로 사용될 수 있다.

## 같이 보기
- 공격기
- 전투폭격기
- 요격기